# Sjæl (film)
 For alternative betydninger, se Sjæl. (Se også artikler, som begynder med Sjæl)
Sjæl (originaltitel: Soul) er en amerikansk computeranimeret spillefilm fra 2020, skabt af Pixar Animation Studios. Den er instrueret af Pete Docter, som bl.a. andet er kendt for Inderst inde (2015), og produceret af Dana Murray.
Filmen var oprindeligt sat til dansk premiere 27. august 2020, men fik, grundet corona-pandemien, skubbet sin udgivelsesdato og får ikke dansk biografpremiere. Filmen udkom dog eksklusivt på streamingtjenesten Disney+ den 25. december 2020.
Stemmeskuespillet varetages (på engelsk) af Jamie Foxx, Tina Fey, Questlove, Phylicia Rashad, Sakina Jaffrey, Angela Bassett og Daveed Diggs.

## Handling
Joe Gardner, en musikskolelærer i mellemskolen, der længe har drømt om at optræde med jazzmusik får endelig sin chance efter at have imponeret nogle andre jazzmusikere under et åbnings-act på spillestedet Half Note Club. Imidlertid får en utilsigtet ulykke Gardners sjæl til at blive adskilt fra sin krop, og den begynder at fortsætte til The Great Beyond. Gardner flygter til The Great Before, en verden hvor sjæle udvikler personligheder, træk og særheder, inden de sendes til Jorden. Der skal Gardner arbejde med sjæle i træning, såsom "22", en sjæl med et vagt syn på livet, for at vende tilbage til Jorden, før hans krop dør, og samtidig undgå en "sjæl-tæller" ved navn "Terry", der drager til jorden for at finde Joe og bringe ham tilbage til efterlivet for at imødekomme sin kvote.

## Danske stemmer
- Joe Gardner: Nikolaj Lie Kaas
- Sjæl nr. 22: Mille Lehfeldt
- Curley: Melvin Kakooza
- Connie: Gerda Lie Kaas
- Månevind: Nikolaj Kopernikus
- Dorothea: Susanne Storm
- Libba Gardner: Betty Glosted
- Ray Gardner: Lars Mikkelsen

I offentligheden har Disney fra nogle kanter fået hård kritik for at vælge den kaukasiske Nikolaj Lie Kaas lægge stemme til filmens hovedperson Joe, der er afroamerikaner. Nikolaj Lie Kaas, der i mange år har lagt stemme til mange kendte tegne- og animationsfilm, har udtalt, at det bør være den bedste dubber (stemmeskuespiller), der får jobbet - uanset hvilken hudfarve personen har.